# Rocky Mount (North Carolina)
|  | Dieser Artikel wurde aufgrund von inhaltlichen Mängeln auf der Qualitätssicherungsseite des Projektes USA eingetragen. Hilf mit, die Qualität dieses Artikels auf ein akzeptables Niveau zu bringen, und beteilige dich an der Diskussion! Eine nähere Beschreibung der zu behebenden Mängel fehlt. |

Rocky Mount ist eine City im US-Bundesstaat North Carolina der USA. Das U.S. Census Bureau ermittelte bei der Volkszählung 2020 eine Einwohnerzahl von 54.341.
Die Stadt liegt auf der Grenze zweier Countys. Teile der Stadt gehören daher zum Nash County, Teile zum Edgecombe County. Das Stadtgebiet erstreckt sich über 92,7 km².
Die Gemeinde wurde offiziell am 19. Februar 1867 gegründet. Das Gemeindegebiet war jedoch schon zu Beginn des 19. Jahrhunderts besiedelt; das erste Postamt eröffnete 1816.
1996 wurde die Stadt Battleboro nach Rocky Mount eingemeindet.
Der Pharmakonzern Pfizer hat in Rocky Mount eine der weltweit größten Produktionsstätten für injizierbare Arzneimittel. Zu den dort hergestellten Produkten zählen Narkose- und Schmerzmittel sowie Antiinfektiva.

## Persönlichkeiten
- Herman Boone (1935–2019), American-Football-Spieler und Trainer
- Joe Bonner (1948–2014), Jazzpianist
- James Boyd (1930–1997), Boxer im Halbschwergewicht
- Michael Easley (* 1950), Gouverneur von North Carolina
- Dana Glover (* 1972), Popsängerin
- Earle Hyman (1926–2017), Schauspieler
- Kay Kyser (1905–1985), Swingmusiker
- Jimmy McPhail (1928–1998), Jazz- und R&B-Sänger
- Thelonious Monk (1917–1982), Jazzpianist
- Kenneth Nelson (1930–1993), Schauspieler
- Susie Sharp (1907–1996), Juristin
- Erwin „Whitey“ Thomas (1920–2012), Jazztrompeter
- Harold Vick (1936–1987), Jazzmusiker
- Tim Valentine (1926–2015), Politiker
- Buck Williams (* 1960), Basketballspieler
- Mary Elizabeth Winstead (* 1984), Schauspielerin